# Paelopatides gigantea
Paelopatides gigantea is een zeekomkommer uit de familie Synallactidae.
De wetenschappelijke naam van de soort werd in 1884 gepubliceerd door Addison Emery Verrill.